# کامینگتون (ماساچوست)
کامینگتون، ماساچوست
کامینگتن(به انگلیسی: Cummington) شهرکی در شهرستان همشایر ایالت ماساچوست می‌باشد که در سال ۱۷۷۹ بنیان‌گذاری شده‌است. این شهرک در سرشماری سال ۲۰۱۰ میلادی، ۸۷۲ نفر جمعیت داشته‌است.